# Миодраг П. Томић
Миодраг П. Томић (Страгари, 17. мај 1888 — Чикаго, 20. фебруар 1962) био је српски и југословенски војни пилот који је у Балканским ратовима и Великом рату имао непрекидне борбене летове на више фронтова од 1913. до 1918. године. Припадао је првој класи од шест пилота школованих у Француској 1912. године. Први је пилот који је извео борбени лет у Великом рату на Српском фронту на почетку Церске битке августа 1914. године. Током исте битке постао је први војни пилот који је имао ваздушни дуел са противничким авионом у Великом рату. За време Тројне инвазије на Србију крајем 1915. године учествовао је у првој санитетској ваздушној евакуацији рањеника и болесника у историји светске авијације. На Француском фронту 1916. године постао је први српски пилот-ловац који је оборио непријатељски авион. На Солунском фронту оборио је још два непријатељска авиона. Носилац је бројних домаћих и страних одликовања, међу којима је и француска Легија части. Био је први управник новоотвореног војно-цивилног и међународног аеродрома „Београд“ који је важио до Другог светског рата за једно од већих ваздухопловних пристаништа у Европи. У периоду од 1927. до 1935. године био је командант Шестог пука елитне летачке јединице, затим у командама ваздухопловних бригада а од 1939. године и краљев ађутант. Након немачке и италијанске инвазије и окупације отаџбине априла 1941. године одведен је у заробљеништво у логор Оснабрик где је и дочекао крај рата и слободу 1945. године. По завршетку рата није се враћао у земљу. Од 1945. до 1950. године био је шеф цивилног особља француске Прве ваздухопловне дивизије у Паризу, а потом се преселио у САД где је преминуо и сахрањен 1962. године у Чикагу. Своју љубав за летење пренео је и на супругу, Даницу „Џени“ Томић (девојачко Бачић), која је постала прва жена са дипломом туристичког (спортског) пилота у Југославији и на Балкану 1933. године.

## Биографија
Рођен 17. маја 1888. године у Страгарима, варошици на падинама планине Рудник, у околини Крагујевца, Тополе и Горњег Милановца. Основну школу и нижу гимназију је завршио у Крагујевцу, а 1905. године ступио је у подофицирску школу коју завршава са одличним успехом.
После завршене подофицирске школе распоређен је у пешадију, а захваљујући свом раду, залагању у служби, стасу и спортским активностима прекомандован је у Краљеву гарду. Након конкурса на који се пријавио 171 кандидат, изабрана су тројица официра и тројица подофицира, која су крајем маја 1912. године почела са усавршавањем у ваздухопловним школама Луја Блериа и Мориса Фармана, на аеродрому Етамп, код Париза, у Француској. Поред поднаредника Томића за Париз су још отпутовали: пешадијски поручник Милош Илић, инжињеријски капетан Јован Југовић, артиљеријски поручник Живојин Станковић, коњички наредник Михајло Петровић и артиљеријски поднаредник Војислав Новичић. Пошто нису знали језик домаћина, одмах се прешло на практичну обуку. С почетка су авионе блерио и „фарман” возили пистом као аутомобиле, потом су почели да лете с инструктором у авиону с дуплим командама, на крају самостално. Томић се обучавао у пилотској школи „Блерио“, у Етампу, која је била знатно тежа од школе „Фарман“, јер су питомци своја летачка знања и искуства стицали на авионима једноседима, па је процес обуке био знатно спорији. Томић је све елементе обуке савладао успешно и већ августа 1912. године положио испит, а 1. октобра 1912. добио је диплому пилота.
Октобра 1912. године почео је Први балкански рат, Црна Гора, Бугарска, Грчка и Србија су се удружиле против Османског царства. У овом рату, Ваздухопловна команда Српске војске је имала прво борбено искуство. Фебруара 1913. године Врховна команда Српске војске донела је одлуку да се оснује експедициони Приморски аероплански одред са задатком да помогне црногорске копнене снаге против османске војске које су се утврдиле у Скадру недалеко од јадранске обале. Новооснована ваздухопловна јединица, Приморски аероплански одред, прва српска борбена ваздухопловна јединица, са 4 аероплана (Блерио XI једносед, Блерио XI двосед, Депердисен и Фарман 20) и 5 пилота, била је под командом мајора Косте Милетића. Средином марта 1913. године, ова борбена јединица је смештена недалеко од линије фронта на импровизованом летелишту у селу Барбалуши. Први извиђачки летови су изведени 20. марта 1913, од стране поручника Живојина Станковића и наредника Михајила Петровић. Током овог првог борбено-извиђачког лета у авиону Фарман ХФ 20 погинуо је наредник-пилот Петровић, чиме је постао прва жртва у историји српског војног ваздухопловства, а друга у свету. Следећег дана, поручник Живојин Станковић и наредник Миодраг Томић успешно су извели извиђачке летове изнад непријатељских линија, а током наредних дана, пилоти Милош Илић, Станковић и Томић бацају на непријатељске положаје мале бомбе и настављају са извиђачким летовима. Занимљиву чињеницу представља то да ће се пилот Томић и Есад паша, бивши турски командант на фронту код Скадра, срести у потпуно другачијим околностима две године касније, током Првог светског рата, када је пилоту Томићу била потребна помоћ у гориву за свој авион. Данас, једна улица у Београду носи назив по Есад паши. Да апсурд буде већи ни једна улица не носи назив по пилоту Томићу.
Након Бугарског напада на Брегалницу у Србији започео је Други балкански рат. Први извиђачки лет извео је Миодраг Томић, а после Томића и Станковић се прикључује, да би током месец и по дана, колико је трајао рат са Бугарима, пилоти извели 21 извиђачки задатак од чега је Томић извршио 14 лета. Током једног лета изнад Криве Паланке, Томић је приметио бугарски аероплан у ваздуху, пошто ниједан од њих није имао оружје код себе, поздравили су један другога са махањем руке.
На дан мобилизације у лето 1914, Аеропланска ескадра је располагала са 9 аероплана од чега су 7 били у летном стању. Аеропланаска ескадра је са летелишта на Трупалском пољу код Ниша пребачена возом у Ваљево, где је недалеко од тог града на Дабића пољу 10. августа, изабран терен за ратни аеродром. На Дабића пољу, Ескадра је располагала са 3 авиона типа Блерио. Са овог летелишта 13. августа, капетан Живојин Станковић у двоседу Блерио и потпоручник Миодраг Томић у Блерио једноседу, извели су прве борбено-извиђачке летове у Великом рату. Пилоти су успешно извршили поверене задатке. Капетан Станковић у тандему са потпоручником Војиславом Новичићем проналазе да непријатељ подиже понтонски мост на реци Дрини, док је пилот Томић извидио да непријатељ подиже понтонски мост на реци Сави. Ово су били веома драгоцени извештаји за Штаб армије јер трупе са земље нису могле да примете ове радове непријатељске инжињерије.
Томић је полетео на свом Блериу једноседу са летелишта у селу Јевремовац 27. августа у пет часова по подне. Изнад Мишара сусрео се са једним непријатељским авионом и били су сасвим близу један другоме када је извиђач-стрелац отворио ватру из пиштоља. Како Томић није био наоружан, морао је да се спасава наглим понирањем. Ово је била - највероватније - прва размена ватре између два авиона у историји.
Ескадра је из практичних разлога подељена на два одељења. Потпоручник Томић је добио команду над одељењем које је придодато Шумадијској дивизији I позива са седиштем на летелишту у селу Церовац недалеко од Шапца. Од почетка септембра до средине новембра Томић је за рачун ове пешадијске дивизије извео у свом Блериу једноседу бројне извиђачке летове, а драгоцене извештаје о покретима непријатеља је предавао лично команданту дивизије. Током једног извиђачког лета изнад непријатељских положаја 25. октобра Томић је опазио први пут око свог аероплана експлозију шрапнела која је долазила од непријатељске артиљерије. Аеропланско одељење при Шумадијској дивизији враћено је састав Ваздухопловне команде 18. новембра. Последњи извиђачки задатак у 1914. години извршио је 12. децембра након чега се разболео од тифуса и примљен у војну болницу. Након победе у Колубарској бици на Српском фронту је током 1915. године завладало затишје. Међутим, у то доба непријатељ, K.u.K. Luftfahrtruppen, успоставио је велику надмоћ у ваздуху.
Након излечења и опоравка Томић се вратио у службу 2. марта 1915. године. Одељење је тада било смештено у Пожаревцу одакле врши извиђачке летове преко Дунава. Средином марта 1915. године из Француске стигла је комплетна аеропланска ескадрила МФС.99 како би помогла слабашну Српску аеропланску ескадру. Француска ескадрила држала је фронт од Смедерева до Лознице, а Српска ескадра од Смедерева до Голубца. Француска ескадрила је имала у свом саставу 10 нових авиона „Фарман 11“ двоседа који су били наоружани митраљезима. Тада су Срби дошли на идеју да на једном свом аероплану у Ескадри уграде митраљез. На једном аероплану „Блерио- двосед“ постављен је заробљен митраљез типа Шварцлозе М.08. Први наоружан српски авион добио је назив „ОЛУЈ“. У лето 1915, искусни француски авијатичари су остварили две ваздушне победе на Српском фронту.
Након Тројне инвазије и окупације Србије долази до повлачења Српске војске преко завејаних планина Црне Горе и Албаније према острву Крф, у Јонском мору, у зиму 1915/16. године. У току повлачења српске војске летео је само пилот Миодраг Томић. Одржавао је везу између штабова армија и Врховне команде, превозио високе официре, пошту и новац. Српска аеропланска ескадра, као и људство француске ескадриле, заједно су се повлачили са српском војском. У јуну 1916, после опоравка, око 150.000 припадника Српске војске се прикључило савезничким француским и британским трупама на Солунском фронту. Од средине 1916. до 1918. године на српском делу ново успостављеног фронта је оперисало 5 ескадрила (Н521, Н522, Н523, Н524 и Н525) састављених од француског и српског особља. Током 1916. године Томић је провео неколико месеци у Француској где је летео на Западном фронту. Током једне ваздушне борбе изнад реке Соме постигао је победу чиме је постао први српски војни пилот који је оборио противничи авион. Крајем 1916. године Томић се вратио на Солунски фронт где се прикључује ескадрили Н523. У овој ескадрили учествоваће као пилот-ловац у бројним ваздушним борбама током којих је поделио две победе. Немачка формација од 14 авиона је 17. априла 1917. године кренула да бомбардује позадину савезника, па је ескадрила Н 523 полетела да их пресретне. Томић је полетео на свом Њепору 21 Ц1, а са непријатељем су се срели изнад села Капињани и Саврљана. Устремио се на три немачка двоседа, чији су се митраљесци узајамно бранили, па је његов авион упао у унакрсну ватру. Претрпео је знатна оштећења, а један метак је прекинуо црево за довод горива након чега је мотор стао. Није му остало ништа друго него да пронађе терен за принудно слетање, што је и урадио код села Капињани. Томић је остао неповређен.
На 3. међународну ваздухоловну изложбу у Прагу, одржану 31. маја и 9. јуна 1924. године, Команда ваздухопловства је одлучила да пошаље своје представнике са два најновија војна аероплана. Свечано испраћене од Команде на челу са ђенералом Радисавом Станојлевићем кренули су 29. маја 1924. године у 6 часова изјутра са новосадског аеродрома два војна аероплана. На „Р“ Брегеу 19 су летели пилот – ловац капетан I класе Миодраг Томић и пратилац капетан I класе Филиповић а на Потезу 25 су летели пилот ловац капетан I класе Навратил и механичар. Лет преко Мађарске је трајао два сата и протекао је без икаквих незгода. У Братислави, на крају прве етапе лета, авионе је дочекала велика маса света. Нови савремен међународни аеродром „Београд“ са свом потребном инфраструктуром свечано је отворен 25. марта 1927. године, испод Бежанијске косе, на само 5 km од центра града. Аеродром је био ваздухопловна лука мешовитог, војно-цивилног типа, са заједничким летелиштем. Први управник новог аеродрома био је мајор Миодраг Томић, командант новоформираног Шестог ловачког пука, стационираног на самом аеродрому, док је Матија Хођера, шеф саобраћаја компаније „Аеропут“, незванично сматран цивилним управником аеродрома. Поред јединице војног ваздухопловства, Ловачке пилотске школе, Ваздухопловне опитне групе, транспортне ескадриле и других помоћних јединица простор и објекте аеродромског комплекса користиле су Друштво за ваздушни саобраћај „Аеропут“ и Аеро-клуба „Наша крила“. Све до 1941. године, Аеродром „Београд“ био је једно од већих ваздухопловних пристаништа у Европи. Од ваздухопловне групе 1. ловачког пука, пребазиране из Новог Сада, која се састојала од две ескадриле ловачких авиона типа Девоатин Д1Ц1 формиран је Шести ваздухопловни пук, уз који је образована и пилотска школа, намењена за обуку пилота-ловаца, официра и подофицира. Први командант новоформираног пука је био мајор Миодраг Томић. Касније ће управо овај пук, у време Априлског рата 1941. године, бранећи престоницу пружити снажан отпор немачком Луфтвафеу. Томић је са групом југословенских војних пилота учествовао на првој утакмици Мале Антанте и Пољске, 27-28. августа 1927. године. За 15-годишњицу службе у војном ваздухопловству мајору Томићу је током свечане војне церемоније уручена Карађорђева звезда са мачевима од стране команданта Ваздухопловства ђенерала Радисава Станојловића 20. маја 1928. године. Потпуковник Томић је као командант 6. ловачког пука био домаћин бројним страним војним и цивилним делегацијама. Тако је заједно са потпредседником Аероклуба Југославије Тадијом Сондермајером, 28. и 29. јуна 1930. године примио делагацију чехословачког Аероклуба, која је у то време гостовала на великом Соколском слету у Београду. А, 28. септембра 1931. године у својој јединици, на аеродрому „Београд“, угостио високу америчку војну делагацију, коју је предводио начелник Ђенералштаба Даглас Макартур.